# 北原多作
北原 多作（きたはら たさく、明治3年1月12日（1870年2月12日） - 大正11年（1922年）1月12日）は、日本の海洋学者、水産学者。日本における水産行政、水産学研究、海洋測器開発の先駆者として知られる。

## 経歴
明治3年（1870年）、美濃国山県郡北野村（現在の岐阜県岐阜市三輪）の各務家において生まれる。幼い時に父を亡くした後、岐阜中学を経て青山学院へと進むが、その間は学費の捻出の為に学僕を務めた苦学生であった。明治27年（1894年）7月に東京帝国大学理科大学動物学科選科を卒業する。在学中は箕作佳吉の指導により、霞ヶ浦の水族調査を行っている。また、明治26年（1893年）にはウシモツゴの和名の基となった岐阜市での方言名「う志もろこ」の名を初めて報告した。明治27年に長野県高遠の北原家の養子となり北原へ改姓した。
明治28年（1895年）3月に農商務省水産調査技手となった。その後は岸上鎌吉の下で岡村金太郎、西川藤吉らと伴に水産調査に従事した。明治30年（1897年）頃までは駿河湾や東北3県の水族調査、日本のサバ類の査定や珊瑚漁業調査などに従事し、海洋の科学的基礎調査が水産業の発展のためには不可欠であるとの認識を持つが、周囲からは同調するものがなかなか現れず、明治32年（1899年）12月に水産調査技手を辞職する。辞職後は佐渡中学で英語教師を勤めた後、呼び戻しを受けて明治34年（1901年）9月に再び農商務省へ復職して技師となった。明治41年（1908年）、水産講習所（後の東京水産大学）技師を兼務した。
彼は、水産業の発展は正しい科学的海洋調査に立脚すべきであるとの信念の元に、多くの事業をなしとげた。岡村と協力して道家斉水産局長らを動かして明治42年（1909年）から、日本初となる「漁業基本調査」を創設し、各地の水産試験機関と連絡を取り合って、海況、漁況の資料を整理した。翌明治43年（1910年）には岡村と伴に日本で初となる水産海洋学の著作『水理生物学要綱』を上梓、同書では北原が水温比重などの水理分野を 岡村がプランクトンなどの生物分野を受け持った。海洋測器の面では、単に外国のものをまねるのではなく、北原定量ネット、北原中層採水器、北原採泥器などの観測機器を独自に考案した。また彼は潮境と漁業の関係についての北原の法則（魚群は一般に潮境付近に集群する傾向にある）を発見した。この法則は現在も実際の漁業で有効に活用されている。大正7年（1918年）に「海洋調査と漁族の回遊」（農商務省水産講習所海洋調査部）を主筆としてまとめ上げ、海洋と漁族との関係の調査結果を発表した。また、大正10年（1921年）7月には『海洋研究漁村夜話』を出版する。これは大正4年（1915年）1月から大正10年1月まで雑誌「水産界」に連載した『通俗海洋研究談』を訂正の上、一書としてまとめたもので、一般向けの海洋学書ではなく漁業者を対象としており、洒落や滑稽も交えて海の学術を面白く紹介したもので名著として知られる。これには水産講習所の嘱託を務めた寺田寅彦の指導及び助言が生かされたという。
寺田によると北原と岡村の親睦は深く、冷やかし、からかい、口喧嘩は常日頃のことであったという。また、私生活では北原はキリスト教を信仰し洗礼も受けていたという。大正11年（1922年）1月12日、急性肺炎により死去した。今際に遺言を求められても"Nothing at all"と答えるのみであったという。

## 北原の法則
明治43年から明治45年（1912年）にかけて行われた捕鯨船金華山丸船長による報告を研究の上、「魚群は暖寒両流の混和部又はその縁辺に密集する事」を主張、「鰹、鮪、秋刀魚、鯨等の大群の最も多く見られる場所は二海流の衝突線付近であって、海流の為魚群の濃縮される事が大漁の原因になる事」を述べた。大正7年（1918年）刊行の『海洋調査と魚群の回遊』では中鰹、鰮、柔魚についてその実例を表した。これは北原の法則と呼ばれる発見である。

## 栄典
- 1905年（明治38年）5月30日 - 従六位[15]

## 著書
- 北原多作『海洋研究漁村夜話』1921年。

### 註釈
1. ↑  但し、「佐渡高等学校百年史」（佐渡高等学校百年史編集委員会 編 平成11年）では、鹿児島市生まれとなっている[5]。
2. ↑  岐阜市近傍で採られたとされるこの標本は名和靖より箕作佳吉の元へ送られたもので、北原が自身の過去の経験に基づいて同定した[7]。
3. ↑  但し、「佐渡高等学校百年史」では、佐渡中学への赴任は明治31年12月から明治34年8月までで、担当は博物科の教員となっている[9]。
4. ↑  北原は「漁業をして健全なる発達を遂げしめんには海洋と水族の相互関係を解明ならしむることが特に肝要である。即ち重要水族の生態、海洋の理化学的性状及び漁況とを多年に亘りて調査し、その資料総合乃至は分析を行い、以て漁業の向かうところを指示し得るに至って初めてその目的を達成し得るのである。」と提言し、海洋調査の必要性を唱えた[11]。